# Социалистическая единая партия Германии
Социалистическая единая партия Германии (СЕПГ) (нем. Sozialistische Einheitspartei Deutschlands, SED) — социалистическая марксистско-ленинская партия, существовавшая в Германии в 1946—1989 годах (в западных землях Германии — в 1946—1948 годах). 
В Германской Демократической Республике с октября 1949 по декабрь 1989 года являлась правящей партией. В декабре 1989 года была преобразована в Партию демократического социализма.

## История

### Воссоздание КПГ
10 июня 1945 года приказом Главного начальника Советской военной администрации в Германии были разрешены нефашистские политические партии, в результате чего были воссозданы Коммунистическая партия Германии (КПГ) и Социал-демократическая партия Германии (СДПГ), а точнее были воссозданы земельные, районные, общинные и кантональные правления этих партий и центральные комитеты которые являлись зональными, а не общегерманскими органами этих партий.

### Объединение КПГ и СДПГ

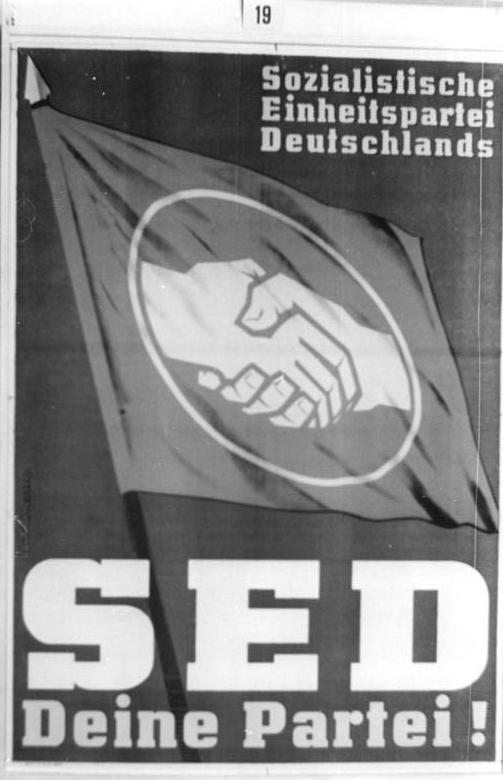
«СЕПГ — твоя партия!». Плакат (1950)

Проводившиеся 19 апреля 1946 года в Берлине 40 съезд СДПГ и 15 съезд КПГ единогласно постановили объединение в СЕПГ. 21 апреля 1946 года, на проходившем в этот и на следующий день Объединительном съезде Коммунистическая партия Германии и Социал-демократическая партия Германии объединились в Социалистическую единую партию Германии. Этот съезд принял в качестве программы СЕПГ документ «Принципы и цели Социалистической единой партии Германии», опубликованный руководством обеих партий после совместного обсуждения в феврале 1946 года. Документ был более левый чем программа СДПГ, но более умеренный, чем программа КПГ. Документ предусматривал искоренение остатков фашизма и милитаризма и наказание военных преступников, ликвидацию послевоенной разрухи, всестороннюю демократизацию общественной жизни, упразднение капиталистических монополий и национализацию основных средств производства, борьбу за создание единой демократической Германии. В качестве перспективы на будущее в документе записано построение социализма. Партия и все земельные, районные и кантональные ассоциации должны были иметь по два председателя, все партийное, земельные, районные и кантональные правления, центральный, земельные, районные и кантональные секретариаты должны были состоять в равных количествах из коммунистов и социал-демократов. Сопредседателями СЕПГ были избраны Председатель КПГ Вильгельм Пик и Председатель СДПГ Отто Гротеволь.

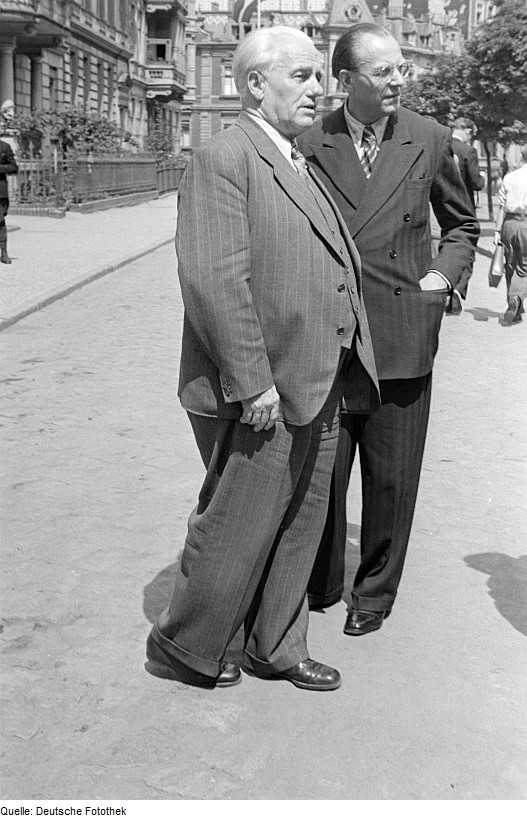
Вильгельм Пик и Отто Гротеволь

В мае того же года в других оккупационных зонах прошёл съезд СДПГ на котором было принято решение не объединяться с КПГ до восстановления единства Германии, поэтому западные земельные ассоциации СДПГ в СЕПГ не вошли, а земельными ассоциациями СЕПГ в западных зонах оккупации были признаны земельные ассоциации КПГ.
На региональных выборах в советской зоне оккупации в 1946 году СЕПГ получила почти 50 процентов голосов, заняв первое место, но на муниципальных выборах в Берлине, в которых приняла участие СДПГ, она получила 20 процентов и заняла третье место, немного уступив ХДС, в результате 4 региональными премьер-министрами из 5 стали члены СЕПГ (в Саксонии-Анхальт, несмотря на победу на выборах СЕПГ, правительство возглавил либерал). На втором съезде СЕПГ выступила против создания Экономического совета объединённой экономики и созыва совещания представителей партий и земельных правительств, создания ими временного правительства и проведения выборов в Германское национальное собрание, в противном случае — вынесение вопроса о государственном устройстве Германии на референдум. Несмотря на это региональные организации СЕПГ в западных зонах оккупации в 1948 году образуют Коммунистическую партию Германии. После создания Народного движения за единство и справедливый мир (НДЕСМ), члены СЕПГ принимали активное участие в его деятельности. На втором съезде НДЕСМ, в его рамках координационного органа, председателем которого был избран Вильгельм Пик, образуется Конституционный комитет, задачей которого стало проведения всенародного обсуждения конституции, председателем этого комитета стал Отто Гротеволь.

### Большевизация СЕПГ (1948—1962)
7 октября 1949 года Временное правительство Германской Демократической Республики возглавил председатель СЕПГ Отто Гротеволь, президентом был избран другой председатель СЕПГ — Вильгельм Пик. В 1950 году в СЕПГ сменилось руководство. Идеологией партии был провозглашён марксизм-ленинизм. Правление было переименовано в Центральный комитет, была введена должность Генерального секретаря Центрального комитета которым стал Вальтер Ульбрихт (аналогично земельные, районные и местные правления были переименованы земельные, районные и местные комитеты, должности земельных, районных и местных председателей в должности первых секретарей земельных, районных и местных комитетов). В том же году СЕПГ стала коллективным членом Национального фронта демократической Германии, который начиная с парламентских выборов в восточных землях Германии 1950 года и до 1990 года выдвигал единый (и единственный) список кандидатов, при этом квота СЕПГ в этом списке была от 110 до 127 кандидатов из 400, с 1968 — из 500. Премьер-министром уже постоянного правительства Восточной Германии в 1950 году остался Гротеволь, и каждый из последующих за ним глав правительства ГДР вплоть до 1990 года принадлежали к числу лидеров СЕПГ. В 1954 году должности председателя СЕПГ были упразднены, Вильгельм Пик и Отто Гротеволь стали рядовыми членами Политического Бюро ЦК СЕПГ, а после смерти Вильгельма Пика в 1960 году должность Президента была заменена Государственным Советом, председателем которого стал Вальтер Ульбрихт. На II конференции СЕПГ в 1952 году фактически была изменена социально-экономическая программа — был взят курс на национализацию промышленности и кооперирование сельского хозяйства. Под руководством СЕПГ в 1952 году упразднены земли и созданы вместо них округа, национализировано большинство предприятий и созданы сельскохозяйственные кооперативы.
К 1954 году 27 % членов СЕПГ ранее состояли в НСДАП или связанных с ней организациях.

### СЕПГ в 1962—1989 годах
В 1962 году окружные организации западных округов Берлина были реорганизованы в независимую от СЕПГ Социалистическую единую партию Западного Берлина (СЕПЗБ). В 1964 году по болезни в отставку ушёл Отто Гротеволь, вместо которого премьер-министром был назначен Вилли Штоф. В 1971 году вместо ушедшего в отставку Вальтера Ульбрихта Первым Секретарём ЦК СЕПГ был избран Эрих Хонеккер, при этом Ульбрихт сохранил за собой пост председателя Государственного Совета. В 1973 году Ульбрихт умер, председателем Государственного совета стал Вилли Штоф, председателем Совета министров — ранее бывший заместителем Штофа Хорст Зиндерман. В 1976 году Вилли Штоф вновь занял пост премьер-министра, Зиндерман стал спикером парламента, Хонеккер — Председателем Государственного Совета.

### Перестройка СЕПГ (1989—1990)
На IX пленуме ЦК 18 октября 1989 года Эрих Хонеккер был смещён (также от обязанностей членов политбюро и секретарей ЦК были освобождены де-факто заместитель Хонеккера Гюнтер Миттаг и идеолог партии Иоахим Герман. Новым генеральным секретарём ЦК СЕПГ и Председателем Государственного совета стал Эгон Кренц, который уже не мог контролировать ситуацию и всего через полтора месяца также ушел в отставку. В декабре 1989 года в СЕПГ поменялось руководство. Центральный комитет был переименован в Правление, должность Генерального секретаря Центрального комитета в должность Председателя, которым был избран Грегор Гизи (аналогично земельные, районные и местные комитеты были переименованы в земельные, районные и местные правления, должности первых секретарей земельных, районных и местных комитетов в должности земельных, районных и местных председателей). СЕПГ была реорганизована в Социалистическую единую партию Германии — Партию демократического социализма (СЕПГ-ПДС), а 4 февраля 1990 в Партию демократического социализма. Идеологией партии стал демократический социализм. Представители большевистского крыла во главе с Э. Хонеккером частично были исключены из СЕПГ частично сами её покинули и образовали Коммунистическую партию Германии, умеренно-большевистское крыло в рамках самой СЕПГ позже образовали Коммунистическую платформу. Под руководством СЕПГ-ПДС парламент в 1989 году отменил «единые списки кандидатов».

### Размежевание с СДП ГДР (1990)
В 1989 году из Национального Фронта ГДР вышли Христианско-демократический союз и Либерально-демократическая партия Германии и была создана Социал-демократическая партия Германии, в результате парламентские выборы 1989 года ПДС получила 16,4 % и заняла третье место, на выборах в Городское представительное собрание Восточного Берлина получила 30 % и заняла второе место, на выборах в ландтаги восточных земель от 10 до 15 %, заняв третье место (в Саксонии-Анхальт — четвёртое), на выборах в Палату депутатов Берлина — 9 процентов, заняв третье место, но на выборах в Бундестаг — всего 2,5 %, заняв пятое место. ПДС выступала против поглощения ГДР со стороны ФРГ и за создание конфедерации, объединяющей эти два государства.

## Организационная структура

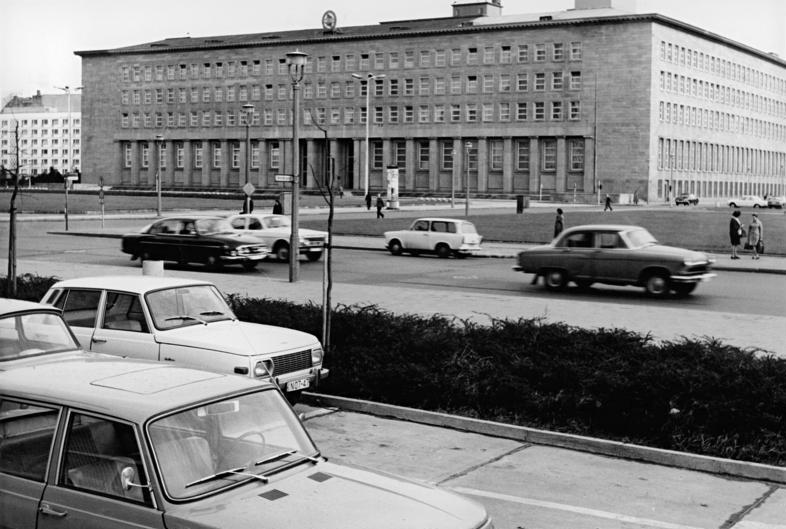
Штаб-квартира партии в 1959—1990 гг. До этого в здании располагался Рейхсбанк.
В настоящее время здание занимает МИД Германии

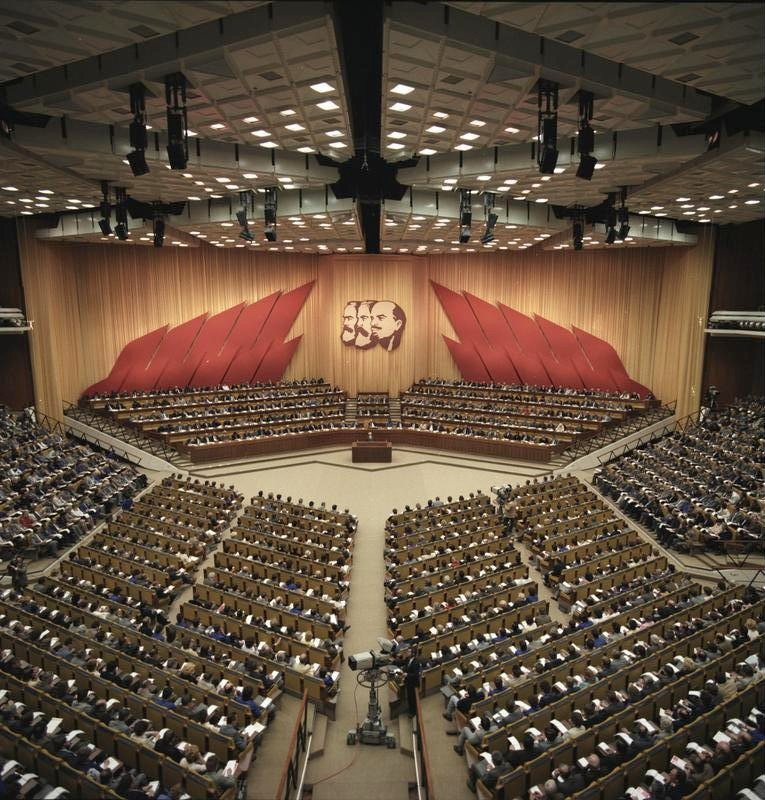
XI съезд СЕПГ в 1986 во Дворце Республики

СЕПГ состояла из окружных организаций (bezirksorganisation) (до 1952 года — земельных организаций (landesorganisation)), окружные организации из районных организаций (kreisorganisation), районные организации из производственных первичных организаций (betriebsparteiorganisation) (до 1950 г. — производственных групп (betriebsgruppe)), территориальных первичных организаций (wohngenietsparteiorganisation) (до 1950 г. — группы в жилых районах (wohngebietsgruppe)), районные организациий крупных предприятий — на цеховые организации (abteilungsorganisation), крупные цеховые организации на группы (parteigruppe). Высший орган — съезд (Parteitag), между съездами — Центральный комитет (Zentralkomitee) (до 1950 года — Правление (Parteivorstand)), исполнительные органы — Политическое бюро Центрального комитета (Politisches Büro des Zentralkomitees) (до 1950 года — Политическое бюро Партийного правления (Politisches Büro des Parteivorstandes)) и Секретариат Центрального комитета (Sekretariat des Zentralkomitees), контрольный орган — Центральная комиссия партийного контроля (Zentrale parteikontrollkommission) (до 1950 года — Центральная арбитражная комиссия (Zentrale schiedskommission)), ревизионный орган — Центральная ревизионная комиссия (Zentrale Revisionskommission).
Окружные организации
Окружные организации соответствовали округам, созданы в 1952 году, заменили собой земельные организации. Высший орган окружной организации — окружная конференция (Bezirksdelegiertenkonferenz), между окружными конференциями — окружной комитет (Bezirksleitung), исполнительный орган окружной организации — секретариат окружного комитета (Sekretariat der Bezirksleitung), контрольный орган окружной организации — окружная комиссия партийного контроля (Bezirksparteikontrollkommission), ревизионный орган окружной организации — окружная ревизионная комиссия (Bezirksrevisionskommision).
До 1952 года вместо окружных организаций существовали земельные организации соответствовавшие землям. Высший орган земельной организации — земельная конференция (Landesdelegiertenkonferenz), между земельными конференциями — земельный комитет (Landesleitung) (до 1950 года — земельное правление (Landesvorstand)), исполнительный орган земельной организации — секретариат земельного комитета (Sekretariat der Landesleitung) (до 1950 года — секретариат земельного правления (Sekretariat des Landesvorstandes)), контрольный орган земельной организации — земельная комиссия партийного контроля (Landesparteikontrollkommission) (до 1950 года — земельные арбитражные комиссии (Landesschiedskommission))
Районные организации
Районные организации соответствовали районам, городам окружного подчинения, округам Берлина и крупным предприятиям и учреждениям. Высший орган районной организации — районная конференция (Kreisdelegiertenkonferenz), между районными конференциями — районный комитет (Kreisleitung) (до 1950 года — районное правление (Kreisvorstand)), исполнительный орган районной организации — секретариат районного комитета (Sekretariat der Kreisleitung) (до 1950 года — секретариат районного правления (Sekretariat der Kreisvorstand)), контрольный орган районной организации — районная комиссия партийного контроля (Kreisparteikontrollkommission) (до 1950 года — районная арбитражная комиссия (Kreisschiedskommission)), ревизионный орган районной организации — районная ревизионная комиссия (Kreisrevisionskommision),
Местные организации
Местные партийные организации (ortsorganisation) соответствовали городам и общинам и создавались в том случае если в общине было более одного сельскохозяйственного кооператива. Могли создаваться по желанию несколькими первичными организациями. Высший орган местной партийной организации — местная конференция (ortsdelegiertenkonferenz), между местными конференциями — местный партийный комитет (ortsparteileitung) (до 1950 года — правление местной группы (ortsvorstand)).
Районные (в городах) организации
Районные (в городах) организации соответствовали районам в городах. Созданы в первой половине 1950-х гг. Высший орган районной (в городе) организации — районная (в городе) конференция (Stadtbezirksdelegiertenkonferenz), между районными (в городе) конференциями — районный (в городе) комитет (Stadtbezirksleitung), исполнительный орган районной (в городе) организации — секретариат районного (в городе) комитета (Sekretariat der Stadtbezirksleitung), контрольный орган районной (в городе) организаций — районная (в городе) комиссия партийного контроля, ревизионный орган районной (в городе) организаций — районная (в городе) ревизионные комиссии (Stadtbezirksrevisionskommision).
Производственные первичные организации
Производственные партийные организации соответствовали предприятиям и учреждениям. Высший орган производственной первичной организации — общее собрание производственной первичной организации (mitgliederversammlung), между общими собраниями — секретарь первичной организации (sekretaer der grundorganisation).
Территориальные первичные организации
Территориальные партийные организации соответствовали жилым районам (аналогам домоуправлений и уличных комитетов в СССР). По территориальным первичным организациям распределялись исключительно самозанятые и крестьяне-единоличники. До 1952 года являлись господствующим типом первичных организаций в сельской местности. После начавшегося в 1952 году создания сельскохозяйственных производственных кооперативов начали заменяться производственными партийными организациями этих кооперативов.
Цеховые партийные организации
Стали создаваться с 1950-х годов. Высший орган цеховой партийной организаций — общее собрание, между общими собраниями — цеховой комитет (Abteilungsparteileitung), высшее должностное лицо — секретарь цехового организации (Sekretär der abteilungsparteiorganisation).
Молодёжные организации
Союз свободной немецкой молодёжи (FDJ) — молодёжная организация партии СЕПГ, в составе которой находилась детская Пионерская организация имени Эрнста Тельмана, названная в честь лидера КПГ Эрнста Тельмана. Обе организации являлись самыми массовыми организациями на общегосударственном уровне на территории Восточной Германии, созданные по типу советского Комсомола и его Всесоюзной пионерской организации имени В. И. Ленина. Молодёжное крыло социал-демократической партии Германии Юзос и Коммунистический союз молодёжи Германии (KJVD) не были воссозданы в Восточной Германии и действовали только на территории Западной Германии.
В 1989 году после роспуска партии, её молодёжная организация FDJ создала организацию «Рабочее общество молодых товарищей» (Arbeitsgemeinschaft Junge GenossInnen, AGJG).
Женская организация
Женская организация СЕПГ — Демократический союз женщин Германии. Создан на базе антифашистских женских комитетов, в 1989 году прекратил сотрудничество с СЕПГ.
Прочие смежные организации
Под прямым управлением партии находился Комитет солидарности ГДР, координировавший помощь развивающимся странам. Дружественными СЕПГ также являлись — объединение творческой интеллигенции «Культурный союз ГДР» и организация по международному сотрудничеству с СССР — «Общество германо-советской дружбы».
Пресса
Центральный орган — газета «Neues Deutschland», теоретический орган — журнал «Айнхайт» («Einheit»), журнал по вопросам партстроительства — «Нойер вег» («Neuer Weg»), региональные газеты:
- «Берлинская Газета» (Berliner Zeitung) (Берлин, c 1962 года — Восточный Берлин)
- «Саксонская Газета» (Sächsische Zeitung) (Саксония, позже округ Дрезден)
- «Народ» (Das Volk) (Тюрингия, позже Эрфурт)
- «Голос Народа Марки» (Märkische Volksstimme) (Бранденбург, позже округ Потсдам)
- «Свобода» (Freiheit) (Саксония-Анхальт, позже округ Галле)
- «Балтийская Газета» (Ostsee-Zeitung) (Мекленбург-Передняя Померания, позже округ Росток)

Учебные заведения
Подготовкой партийных функционеров занимались Высшая партийная школа имени Карла Маркса, окружные партийные школы (Bezirksparteischule) (до 1952 года земельные партийные школы (Landesparteischule)) и районные партийные школы (Kreisparteischule). С 1959 по 1990 год штаб-квартира Центрального комитета партии ЦК «СЕПГ» располагалась в бывшем здании Рейхсбанка, в районе Митте.

## Социалистическая единая партия Западного Берлина
В ноябре 1962 года Берлинская городская партийная организация СЕПГ была разделена на западноберлинскую и восточноберлинскую, а 15 февраля 1969 года западноберлинская была реорганизована в Социалистическую единую партию Западного Берлина (СЕПЗБ, Sozialistische Einheitspartei Westberlins, SEW). В 1993 году она стала называться «Социалистическая инициатива» (Sozialistische Initiative) и в 1993 году распалась, большая часть влилась в ПДС.

## СЕПГ в западных землях Германии
В 1946 году после отказа западногерманских земельных организаций СДПГ от объединения с КПГ, земельные организации КПГ провозгласили себя земельными организациями СЕПГ. На региональных выборах прошла во все ландтаги, заняв в разных регионах третье или четвёртое место. На съезде СЕПГ в 1947 году СЕПГ всех зон объединились. После Лондонской конференции 1948 года и решении о выработке конституции Западной Германии западногерманские земельные организации СЕПГ объявили себя Коммунистической партией Германии. Молодёжной организации внутри себя не имела, дружественной молодёжной организацией являлся Союз свободной немецкой молодёжи.

## Руководство
| # | Портрет                    | Имя                          | Начало полномочий | Конец полномочий |
| --- | -------------------------- | ---------------------------- | ----------------- | ---------------- |
| Председатель Социалистической единой партии Vorsitzende der Sozialistischen Einheitspartei Deutschlands                                                   |                            |                              |                   |                  |
| |                            | Вильгельм Пик (1876–1960)    | 22 апреля 1946    | 25 июля 1950     |
| | Отто Гротеволь (1894–1964) |                              | 22 апреля 1946    | 25 июля 1950     |
| | Грегор Гизи (р. 1948)      | 3 декабря 1989               | 4 февраля 1990    |                  |
| Генеральный секретарь Центрального комитета (Первый секретарь Центрального комитета в 1953–1976 гг.) Generalsekretär/Erster Sekretär des Zentralkommitees |                            |                              |                   |                  |
| 1 |                            | Вальтер Ульбрихт (1893–1973) | 25 июля 1950      | 3 мая 1971       |
| 2 |                            | Эрих Хонеккер (1912–1994)    | 3 мая 1971        | 18 октября 1989  |
| 3 |                            | Эгон Кренц (1937–)           | 18 октября 1989   | 3 декабря 1989   |
| Почётный председатель Центрального комитета Vorsitzender des Zentralkommitees                                                                             |                            |                              |                   |                  |
| |                            | Вальтер Ульбрихт (1893–1973) | 3 мая 1971        | 1 августа 1973   |

## Международное сотрудничество
СЕПГ участвовала в международных совещаниях коммунистических и рабочих партий, сотрудничала с Коммунистической партией Советского Союза, Польской объединённой рабочей партией, Венгерской партией трудящихся.